# Elecciones generales de la República Dominicana de 1974
Las elecciones generales se celebraron en la República Dominicana el 16 de mayo de 1974. El principal partido de oposición, el Partido Revolucionario Dominicano, declaró abstención y ninguno de los partidos tradicionales se prensentó, dejando al gobernante Partido Reformista (PR) y al Partido Demócrata Popular  derecha y centroderecha. El titular Joaquín Balaguer ganó las elecciones presidenciales, mientras que su Partido Reformista ganó las elecciones legislativas del Congreso en alianza con el Movimiento Nacional de la Juventud. La participación electoral fue del 71.7%.